# Portioektopie

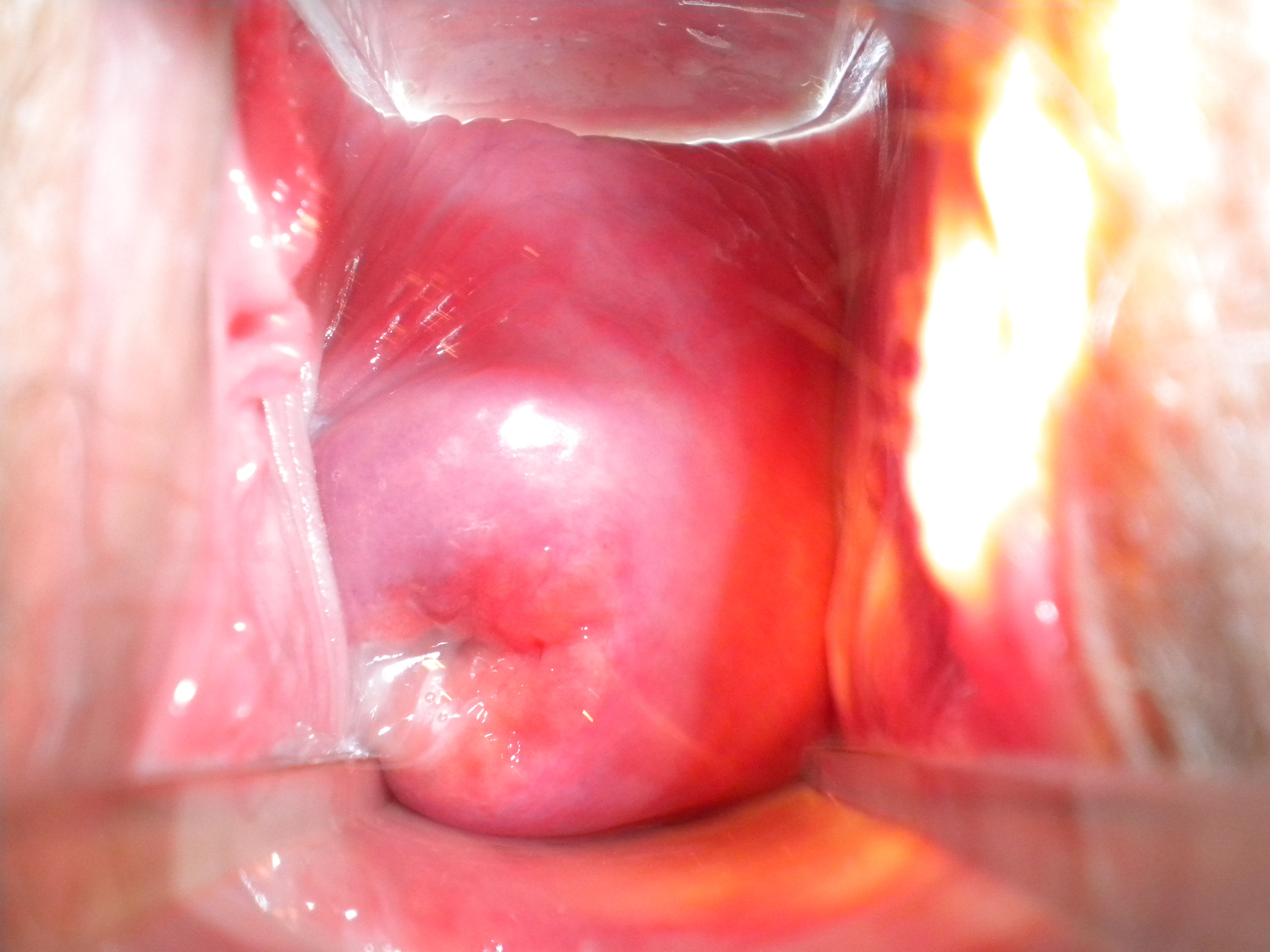
Normalbefund: Der äußere Muttermund (Portio vaginalis uteri) einer stillenden Frau nach zweimaliger Geburt, Para 2. Es ist eine Portioektopie rund um den Eingang des äußeren Muttermundes zu sehen.

Als Portioektopie bezeichnet man eine Ausbreitung des Zylinderepithels aus dem Gebärmutterhalskanal auf den Bereich des äußeren Muttermundes (Portio vaginalis uteri). Sie entsteht in der Geschlechtsreife oder durch äußere Hormonzufuhr. Das ektope Epithel sieht durch die gute Durchblutung rötlich und feinwarzig aus. Durch äußere Faktoren wie dem sauren Scheidenmilieu, Infektionen oder mechanische Reizung wird das Zylinderepithel durch Plattenepithel ersetzt, welches gräulich aussieht. Dieses wächst entweder vom Rand der Portio vaginalis her über das Zylinderepithel oder es entsteht durch Umbildung aus Reservezellen des Zylinderepithels.
Werden durch das Plattenepithel Drüsenausführungsgänge verlegt, können schleimhaltige Retentionszysten (Ovula Nabothi) entstehen.